# 로마-셀레우코스 전쟁
로마-셀레우코스 전쟁(Roman–Seleucid War, 기원전 192년-188년)은 안티오쿠스 전쟁이나 로마-시리아 전쟁으로도 알려져 있다. 이 전쟁은 로마공화정과 셀레우코스 제국이 이끄는 두 연합 세력이 그리스, 에게해, 소아시아에서 전투로 이어진 군사적 충돌이었다.
전쟁은 기원전 196년에 시작된 두 세력 간의 냉전의 결과였다. 이 시기에 로마와 셀레우코스는 각각 그리스의 소왕국과 동맹을 맺어 영향력을 확대하려 했다. 전쟁은 로마의 승리로 끝났다. 전쟁 후 맺은 〈아파메아 조약〉(Treaty of Apamea)으로 셀레우코스는 소아시아를 포기할 수 밖에 없었다. 전쟁의 결과로 로마공화정은 그리스와 소아시아에 대한 패권을 확립하였으며, 지중해 주변 지역의 유일한 강국으로 부상했다.

## 배경
셀레우코스 제국의 황제 안티오쿠스 3세 대제가 기원전 203년에 마케도니아 왕 필리포스 5세와 동맹을 맺으면서 그리스와 엮이게 되었다. 이 조약을 통해 안티오쿠스와 필리포스는 상호 협력하여 프톨레마이오스 이집트의 어린 파라오 프톨레마이오스 5세의 땅을 정복하고자 했다.
기원전 200년, 〈크레타 전쟁〉에서 필리포스와 싸우고 있었던 두 동맹국인 페르가몬과 로도스가 로마에 도움을 청하자 로마는 처음으로 그리스의 내정에 개입하게 되었다. 이 요청에 응하여 로마는 그리스에 군대를 보내어 마케도니아를 공격했다. 제2차 마케도니아 전쟁은 기원전 196년까지 계속되었으며, 아이톨리아 동맹을 포함한 로마와 동맹국은 〈키노스케팔라이 전투〉에서 필리포스를 물리쳤다. 조약의 내용에 따라 필리포스는 전쟁 배상금을 지불하고 로마 동맹이 되었으며 로마는 그리스의 일부 지역을 점령했다.
한편, 안티오커스는 제5차 시리아 전쟁(기원전 201년 – 기원전 195년)에 코엘레-시리아에서 프톨레마이오스의 군대와 싸우고 있었다. 안티오쿠스의 군대는 기원전 201년에 〈파니움 전투〉에서 이집트 군대를 격파하고 기원전 198년에 코엘레-시리아는 안티오쿠스의 손에 들어갔다. 안티오쿠스는 그 때 실리시아, 리키아 및 카리아에 있는 프톨레마이오스 왕조의 재물을 약탈하는데 집중했다. 소아시아에 프톨레마이오스의 재물을 약탈하는 동안, 안티오쿠스는 프톨레마이오스의 해안 도시를 점령하고 필리포스를 지원하기 위해 함대를 보냈다. 로마 동맹군이자 가장 강력한 해군력을 가진 로도스는 놀라서 안티오쿠스에게 특사를 보냈다. 그의 함대가 시칠리아의 켈리도나이를 지나친다면 필리포스가 도움을 받지 못하도록 막아야 했기 때문이었다. 안티오쿠스는 그 경고를 무시했고, 계속 해군을 이동시켰지만, 로도스는 필리포스가 키노세팔라이에서 패하여 더 이상 위협이 되지 못한다는 소식을 듣고 행동하지 않았다.
기원전 195년, 안티오쿠스의 딸 클레오파트라와 프톨레마이오스의 결혼으로 평화가 찾아왔다. 안티오쿠스의 손은 이제 아시아 문제에서 벗어났으며 그는 유럽으로 눈을 돌렸다.

## 개전

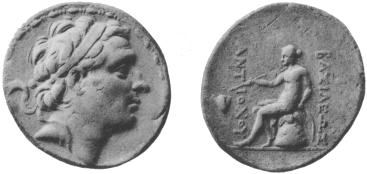
안티오쿠스 3세 은화

한편, 〈제2차 포에니 전쟁〉에서 로마와 싸운 카르타고의 장군 한니발은 카르타고에서 티레로 갔다. 거기에서 그는 로마와 전쟁을 벌이려고 하는 에베소에 있는 안티오쿠스의 궁전으로 피난처를 옮겼다.
그리스에서의 계속된 로마의 영향력은 아이톨리아의 반감을 샀다. 친헬레니즘파 집정관인 티투스 퀸크티우스 플라미니누스(이하 플라미니누스)가 ‘그리스의 자유’를 선언했음에도 불구하고 로마는 자신들이 그리스 지배의 핵심지역이라고 주장한 칼키스와 데메트리아스에 주둔해 있었다. 그들은 또한 이전에 동맹의 일부였던 에키누스와 파르살로스를 제2차 마케도니아 전쟁이 끝났음에도 불구하고 로마가 재통합을 막은 것에 분개했다. 기원전 195년, 로마가 스파르타를 침범하기로 결정했을 때, 아이톨리아는 로마가 그리스를 떠나길 원했고, 스파르타와 거래를 하겠다고 제안했다. 그러나 아이톨리아의 힘이 커지기를 원하지 않았던 아카이아 동맹은 거부를 했다. 현대의 사학자 에리히 그루엔은 셀레우코스의 왕인 안티오쿠스 3세가 그리스를 침공할 때 스파르타와 아이톨리아 동맹이 그와 결탁하지 못하도록 로마가 그리스에 군대를 주둔할 명분으로 전쟁을 이용했다고 주장했다.

기원전 195년, 스파르타를 물리쳤으므로, 플라미니누스가 이끄는 로마군은 이듬해 그리스에서 철수했다. 기원전 192년, 세력이 약해진 스파르타는 아이톨리아에 군사원조를 요청했다. 아이톨리아는 이 요구에 1,000명의 기병 부대를 보냄으로써 응답했다. 그러나 그곳에 도착한 후에, 이 병사는 나비스를 암살하고 스파르타를 장악하려했지만, 오히려 패배를 당하고 말았다.

## 군사적 충돌

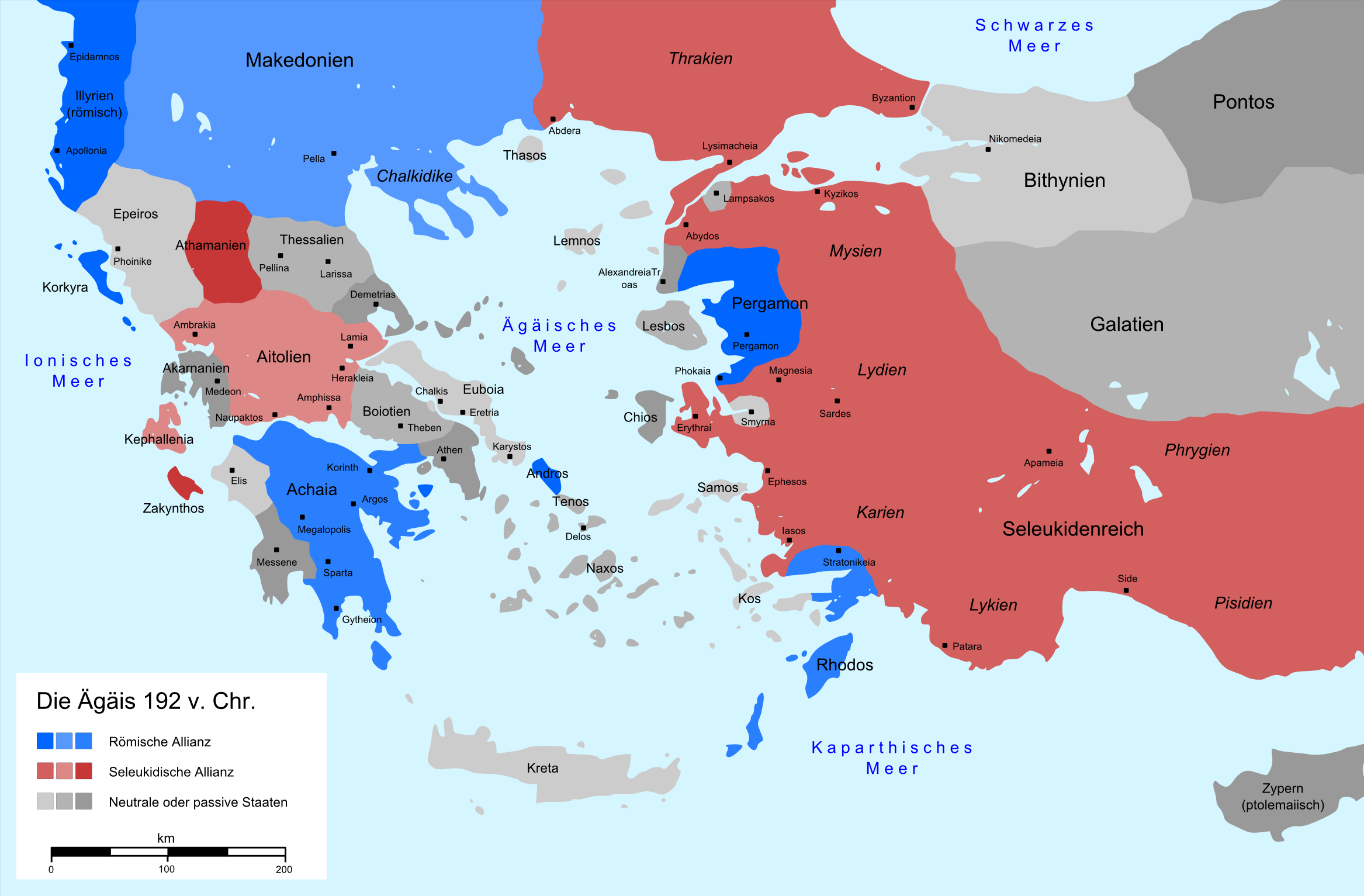
기원전 192년, 전쟁이 발발한 에개해
셀레우코스 제국과 동맹
로마 공화정과 동맹
중립 도시

아이톨리아 동맹의 도시를 중심으로 그리스에서 반로마 정서가 조성되었기 때문에, 안티오쿠스 3세는 군대를 이끌고 헬레퐁트를 건너 ‘해방’을 계획했다. 안티오쿠스와 아이톨리아 동맹은 마케도니아의 필리포스 5세와 아카이아 동맹의 지원을 받지 못했다. 로마는 테모필리에서 안티오쿠스를 물리친 군대를 그리스에 보냄으로써 침공에 대응했다.
이 패전은 치명적이었으며, 아티오쿠스는 그리스에서 철군을 할 수밖에 없었다. 스키피오 아시아티쿠스가 이끄는 로마군은 에게해를 가로 질러 그를 추적했다. 로마–로디아 연합 함대는 〈에우리메돈 전투〉와 〈미오네수스 전투〉에서 한니발이 지휘한 셀레우코스 함대를 격파했다. 소아시아에서 몇 번의 교전 이후, 셀레우코스는 마그네시아아드시필룸에서 로마와 페르가몬과 교전을 벌였다. 로마-페르가몬 육군은 전투에서 승리하였고, 안티오쿠스는 퇴각할 수밖에 없었다.
마그네시아에서의 승리와 시리아 전쟁이 끝난 이후 이탈리아로 돌아가는 동안, 집정관인 만리우스 벌소는 트라키아에 있는 사이프셀라 근처에서 곤경에 처했다. 로마군과 조력군들이 길고, 협소한 나무가 우거진 숲을 따라 행진할 때, 약 1~ 2만 명에 이르는 트라키아 부족에게 공격을 당했다. 그들은 마차가 지나가길 기다렸다가 후속군이 나타나기 전에, 공격대를 공격하였고, 행렬 중앙의 수화물을 약탈했다. 마차를 탄 병력과 후속군이 중앙으로 달려오면, 혼전을 계속했으며, 해질녘 철수할 때까지 기습을 가했다. 양측 모두 큰 손실을 입었다.

## 아파메아의 평화

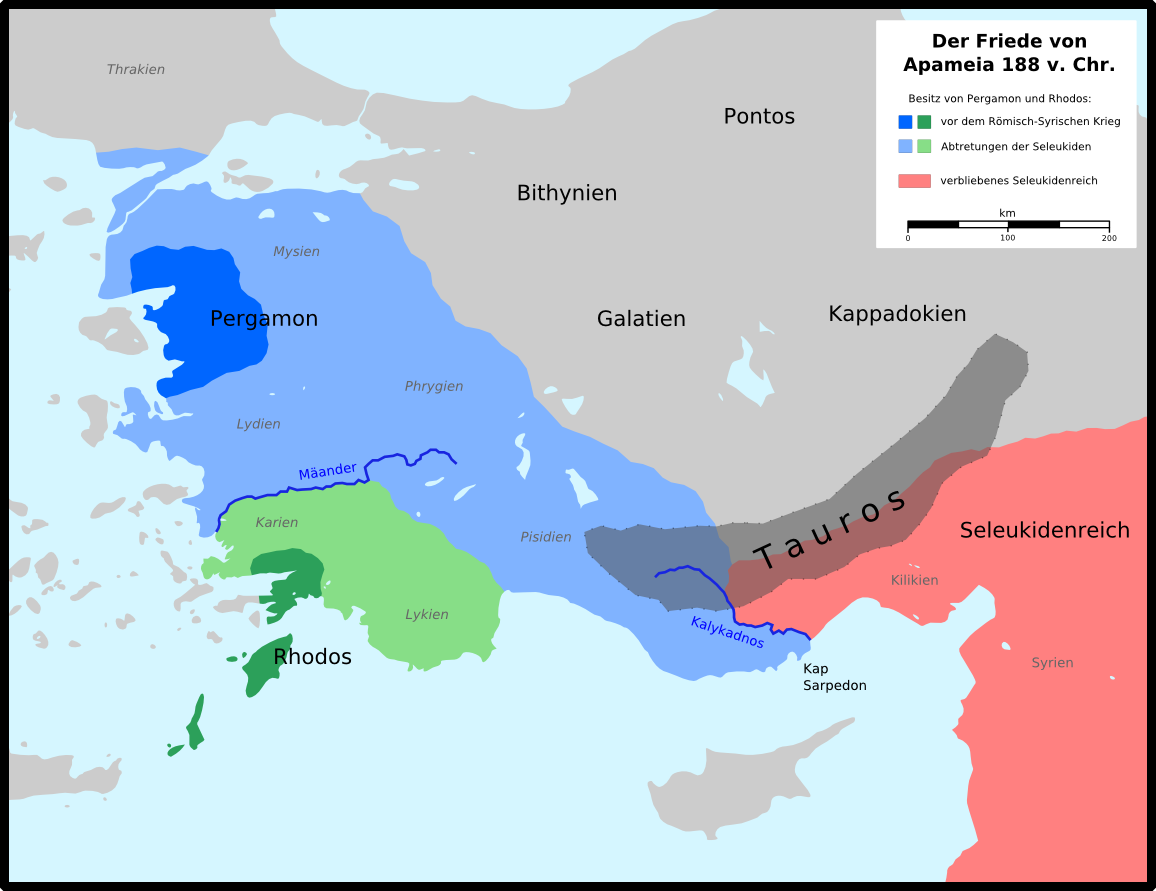
아파메아 조약 이후의 영토 변화
셀레우코스 제국
페르가몬
로도스

전투는 셀레우코스에게 재앙이었고, 안티오쿠스는 그것을 받아들여야 했다. 〈아파메아 조약〉의 조항들 가운데, 안티오쿠스는 전쟁 배상금으로 은 15,000 달란트(450톤 / 990,000 파운드)를 지불해야했으며, 타우루스 산맥 서쪽의 영토를 포기해야 했다. 로도스는 카리아와 리키아를 획득하게 되었으며, 페르가몬은 리키아 북부와 소아시아의 안티오쿠스의 다른 모든 영토를 얻었다.